# Sam & Dave
Sam & Dave bylo americké hudební duo, které společně vystupovalo v letech 1961 až 1981. Tvořili jej dva zpěváci, Sam Moore a Dave Prater. Mezi úspěšné písně dua patřily například „Soul Man“ a „Hold On, I'm Comin'“, obě od autorského dua Isaac Hayes-David Porter. Svou první dlouhohrající desku, které se jmenovala Hold On, I'm Comin', duo vydalo roku 1966. Později dvojice vydala několik dalších společných alb. Naposledy spolu vystoupili v San Franciscu v roce 1981. V roce 1992 bylo duo uvedeno do Rokenrolové síně slávy. Dále bylo duo uvedeno do Memphiské hudební síně slávy (2015) a Vokální síně slávy (2007). Jsou také držiteli ceny Grammy.